# Ајзкраукле округ
Ајзкраукле округ (лет. Aizkraukles rajons, рус. Айзкраукльский район) је округ у републици Летонији, у њеном јужном делу. Управно средиште округа је истоимени градић Ајзкраукле. Округ припада историјској покрајини Видземе.

Ајзкраукле округ је унутаркопнени округ у Летонији. Својом јужном границом је и гранични округ ка Литванији. На истоку се округ граничи са округом Јекабпилс, на североистоку са округом Мадона, на северу са округом Огре ина западу са округом Бауска.

## Градови
- Ајзкраукле
- Скривери
- Кокнесе
- Плавињос
- Јауњелгава